# Monty Williams
Tavares Montgomery "Monty" Williams, Jr. (Fredericksburg, Virginia, 8 de octubre de 1971) es un exjugador y entrenador de baloncesto estadounidense que disputó 9 temporadas en la NBA. Con 2,03 metros de estatura, jugaba en la posición de alero.

## Trayectoria deportiva

### Universidad
Williams jugó tres temporadas en la Universidad de Notre Dame, donde en su última temporada con los Fighting Irish se fue hasta los 22,4 puntos, 8,2 rebotes y 2,3 asistencias en 29 partidos. Sus promedios finales en sus tres campañas fueron de 16 y 7 rebotes en 29,8 minutos de juego.

### Profesional
New York Knicks le seleccionó en la 24ª posición del Draft de la NBA de 1994, donde en 41 partidos firmó 3.3 puntos y 2.4 rebotes por noche. Tras una temporada y media en Nueva York fue traspasado a San Antonio Spurs. En su primera temporada en el equipo se consagró como un jugador importante en la rotación de los Spurs, aportando 9 puntos y 3.2 rebotes en 20.7 minutos. Tras un año más en San Antonio firmó con Denver Nuggets como agente libre, jugando solamente un encuentro en la temporada 1998-99. En los tres siguientes año defendió la camiseta de Orlando Magic, rindiendo a buen nivel desde el banquillo y superando los 5 puntos de media. En la temporada 2002-03 fichó por Philadelphia 76ers antes de optar por la retirada.
En los 456 partidos que jugó durante su carrera en la NBA, Williams anotó 2884 puntos. El 8 de abril de 1997 registró su mejor encuentro como profesional al endosarle 30 puntos y 10 rebotes a los Nuggets en su etapa en los Spurs.

### Entrenador

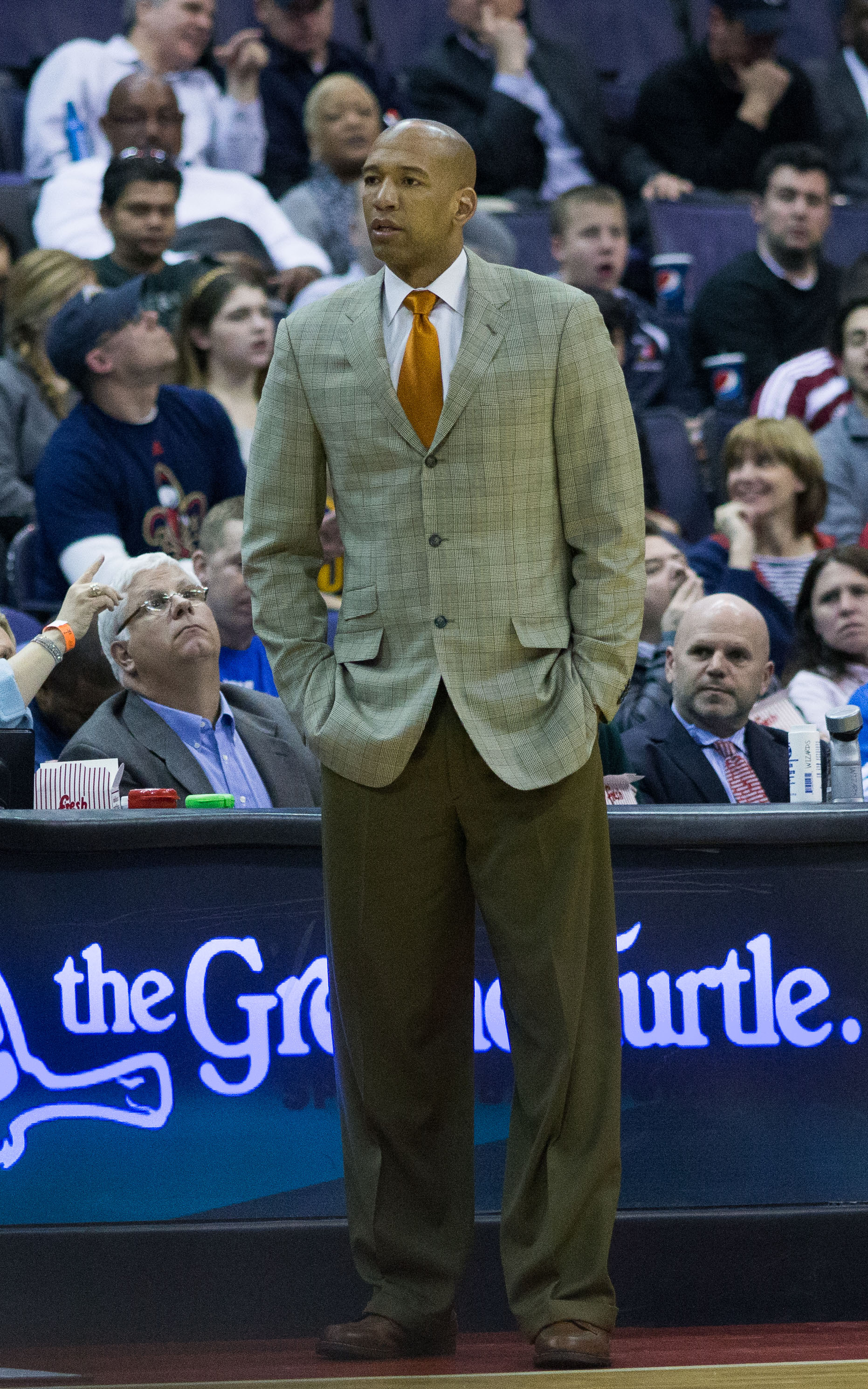
Monty dirigiendo a New Orleans Hornets en 2013.

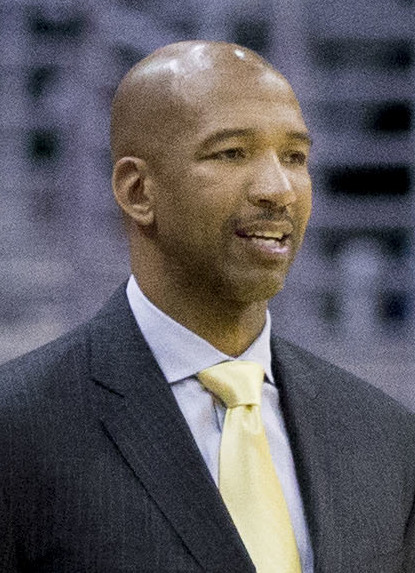
Williams con New Orleans Pelicans en 2014.

El 5 de agosto de 2005 fue contratado por Portland Trail Blazers como entrenador asistente. En junio de 2010 es contratado por 3 temporadas como entrenador principal de los New Orleans Hornets.
En agosto de 2012 aceptó una extensión de contrato de cuatro años con los Hornets. En junio de 2013 aceptó un papel como entrenador asistente de la selección de baloncesto de Estados Unidos para los Juegos Olímpicos de Río de Janeiro 2016. El 12 de mayo de 2015 fue despedido después de cinco temporadas como entrenador de los New Orleans Pelicans.
En mayo de 2019, fue contratado para ser el entrenador principal de los Phoenix Suns, después de la temporada de los 76ers (en la que actuó como asistente) y los Playoffs NBA 2019.
En su segundo año con los Suns, consiguió el segundo mejor récord de la NBA y Conferencia Oeste (51–21), y alcanzó las Finales de la NBA de 2021.
Durante su tercera temporada en Phoenix, el 31 de enero de 2022, tras llevar al equipo a un récord de 40-9, se anunció que sería el entrenador de la Conferencia Oeste, durante el All-Star Game de la NBA 2022. Al término de la temporada fue elegido Entrenador del Año de la NBA, tras conseguir un récord de 64-18.
Al comienzo de su cuarto año con los Suns, el 1 de diciembre de 2022, fue nombrado entrenador del mes de noviembre de la conferencia Oeste.
El 13 de mayo de 2023, es despedido por los Suns tras tres temporadas.
El 1 de junio de 2023 ficha por 6 años y $78,5 millones con Detroit Pistons, firmando el contrato más valioso para un entrenador en la historia de la NBA. A pesar de ello, tras una temporada y un récord de 14-68, en junio de 2024 es despedido.
En octubre de 2024 acepta el cargo de entrenador de instituto en el TMI Episcopal de San Antonio, donde juegan sus hijos, Elijah y Micah.

## Estadísticas de su carrera en la NBA

### Temporada regular
| Año     | Equipo       | PJ  | PT  | MPP  | %TC  | %3P  | %TL  | RPP | APP | ROB | TPP | PPP |
| ------- | ------------ | --- | --- | ---- | ---- | ---- | ---- | --- | --- | --- | --- | --- |
| 1994-95 | New York     | 41  | 23  | 12.3 | .451 | .000 | .447 | 2.4 | 1.2 | .5  | .1  | 3.3 |
| 1995-96 | New York     | 14  | 0   | 4.4  | .318 | –    | .625 | 1.2 | .3  | .1  | .0  | 1.4 |
| 1995-96 | San Antonio  | 17  | 0   | 7.2  | .435 | .000 | .750 | 1.4 | .2  | .2  | .1  | 2.9 |
| 1996-97 | San Antonio  | 65  | 26  | 20.7 | .509 | .000 | .645 | 3.2 | 1.4 | .8  | .8  | 9.0 |
| 1997-98 | San Antonio  | 72  | 16  | 18.3 | .448 | .500 | .670 | 2.5 | 1.2 | .5  | .3  | 6.3 |
| 1998-99 | Denver       | 1   | 0   | 6.0  | .000 | –    | .500 | .0  | .0  | .0  | .0  | 1.0 |
| 1999-00 | Orlando      | 75  | 23  | 20.0 | .489 | .400 | .741 | 3.3 | 1.4 | .6  | .2  | 8.7 |
| 2000-01 | Orlando      | 82  | 0   | 14.8 | .447 | .077 | .639 | 3.0 | 1.0 | .4  | .2  | 5.0 |
| 2001-02 | Orlando      | 68  | 19  | 18.9 | .547 | .000 | .657 | 3.5 | 1.4 | .7  | .3  | 7.1 |
| 2002-03 | Philadelphia | 21  | 2   | 13.1 | .425 | .000 | .750 | 2.1 | 1.2 | .6  | .2  | 4.4 |
| Total   | Total        | 456 | 109 | 16.7 | .481 | .111 | .665 | 2.8 | 1.2 | .6  | .3  | 6.3 |

### Playoffs
| Año   | Equipo       | PJ | PT | MPP  | %TC   | %3P  | %TL  | RPP | APP | ROB | TPP | PPP |
| ----- | ------------ | -- | -- | ---- | ----- | ---- | ---- | --- | --- | --- | --- | --- |
| 1995  | New York     | 1  | 0  | 4.0  | 1.000 | –    | –    | .0  | .0  | .0  | .0  | 4.0 |
| 1996  | San Antonio  | 7  | 0  | 4.1  | .222  | –    | .500 | 1.0 | .0  | .0  | .0  | 1.0 |
| 1998  | San Antonio  | 5  | 0  | 5.6  | .625  | –    | .667 | 1.2 | .2  | .0  | .0  | 2.4 |
| 2001  | Orlando      | 3  | 0  | 4.7  | .750  | –    | .333 | 2.0 | .0  | .0  | .7  | 2.3 |
| 2002  | Orlando      | 4  | 3  | 23.3 | .519  | .000 | .600 | 5.5 | 2.3 | .8  | .0  | 8.5 |
| 2003  | Philadelphia | 10 | 0  | 9.6  | .348  | .000 | .750 | 1.5 | .0  | .2  | .0  | 1.9 |
| Total | Total        | 30 | 3  | 8.8  | .466  | .000 | .577 | 1.9 | .3  | .2  | .1  | 2.8 |

## Estadísticas como entrenador
| Equipo      | Año     | P   | V   | D   | V–D% | Finalizado      | PP | VP | DP | PV–D% | Resultado                            |
| ----------- | ------- | --- | --- | --- | ---- | --------------- | -- | -- | -- | ----- | ------------------------------------ |
| New Orleans | 2010-11 | 82  | 46  | 36  | .561 | 3.º en Suroeste | 6  | 2  | 4  | .333  | Pierde en Primera ronda              |
| New Orleans | 2011-12 | 66  | 21  | 45  | .318 | 5.º en Suroeste | —  | —  | —  | —     | No playoffs                          |
| New Orleans | 2012-13 | 82  | 27  | 55  | .329 | 5.º en Suroeste | —  | —  | —  | —     | No playoffs                          |
| New Orleans | 2013-14 | 82  | 34  | 48  | .415 | 5.º en Suroeste | —  | —  | —  | —     | No playoffs                          |
| New Orleans | 2014-15 | 82  | 45  | 37  | .549 | 5.º en Suroeste | 4  | 0  | 4  | .000  | Pierde en Primera ronda              |
| Phoenix     | 2019-20 | 73  | 34  | 39  | .466 | 3.º en Pacífico | —  | —  | —  | —     | No playoffs                          |
| Phoenix     | 2020-21 | 72  | 51  | 21  | .708 | 1.º en Pacífico | 22 | 14 | 8  | .636  | Pierde en Finales de la NBA          |
| Phoenix     | 2021-22 | 82  | 64  | 18  | .780 | 1.º en Pacífico | 13 | 7  | 6  | .538  | Pierde en Semifinales de conferencia |
| Phoenix     | 2022-23 | 82  | 45  | 37  | .549 | 2.º en Pacífico | 11 | 6  | 5  | .545  | Pierde en Semifinales de conferencia |
| Detroit     | 2023-24 | 82  | 14  | 68  | .171 | 5.º en Central  | —  | —  | —  | —     | No playoffs                          |
| Total       | Total   | 785 | 381 | 404 | .485 |                 | 56 | 29 | 27 | .518  |                                      |

## Vida personal
El 10 de febrero de 2016, la esposa de Monty falleció en un accidente de tráfico en Oklahoma City cuando su automóvil fue impactado de frente por un vehículo que invadió su carril después de perder el control. Por aquel entonces Williams vivía en Oklahoma City con sus cinco hijos, actualmente vive en Phoenix, Arizona.